# 良乙那

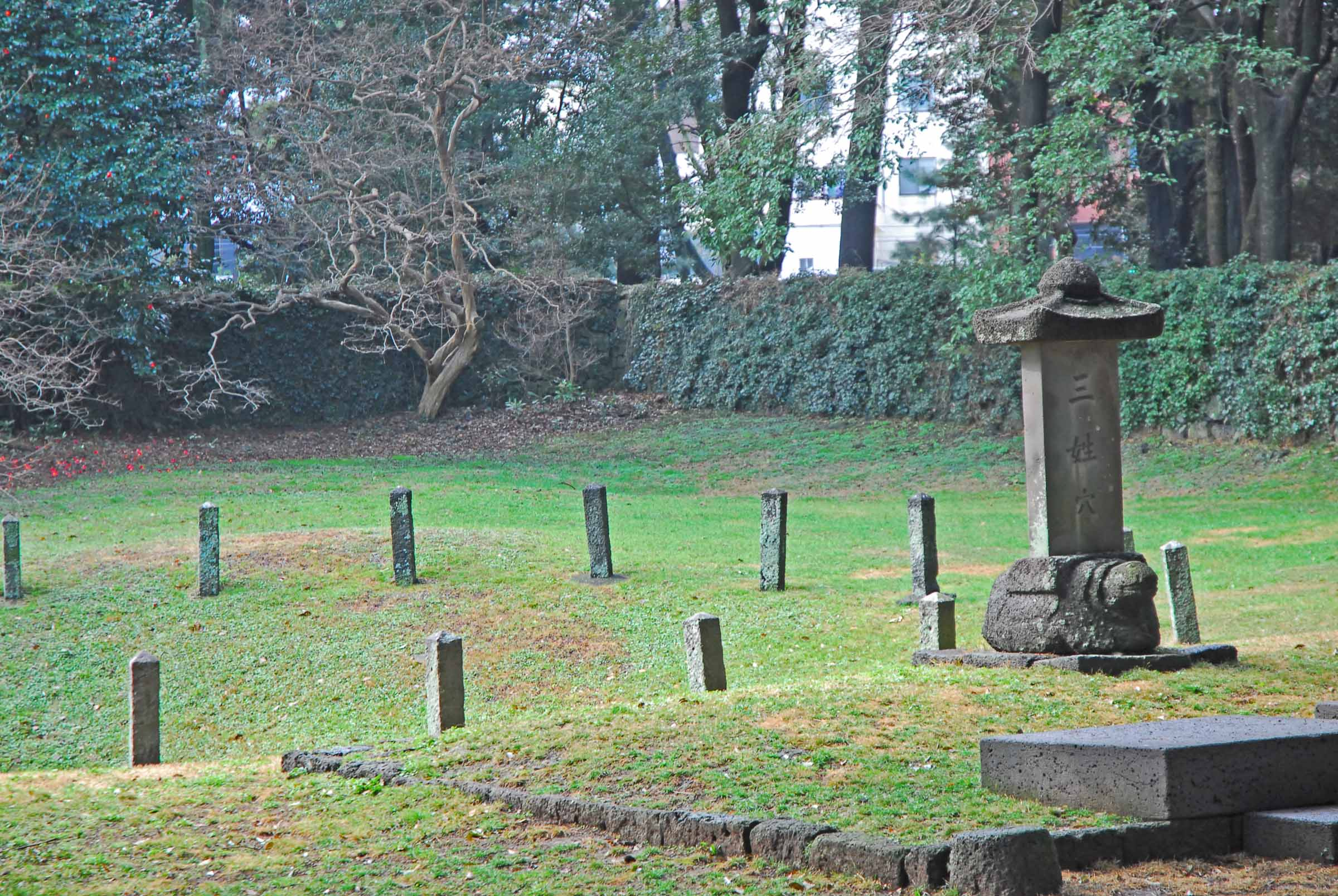
三姓穴

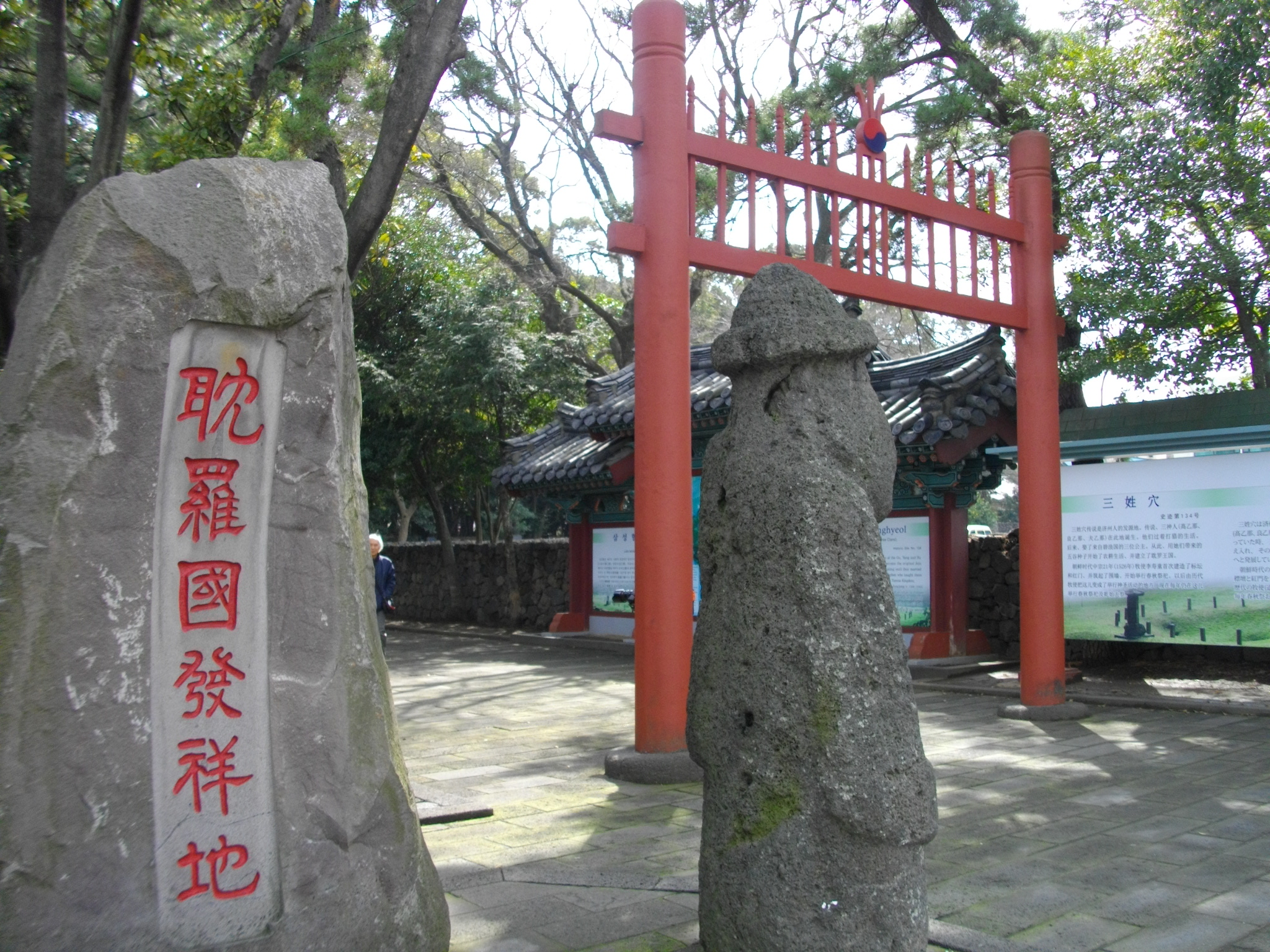
「耽羅国発祥地」の碑

良乙那、梁乙那（やんうるな、朝鮮語: 양을나、生没年不詳）は、耽羅国の3人の建国者のうちの1人である。当初は、良乙那であったが、「良」を「梁」に改姓したため、梁乙那となる。朝鮮氏族の済州梁氏の始祖。

## 人物
耽羅国の建国説話によると、太古、漢拏山の北山麓の毛興穴から、高乙那、夫乙那の兄弟とともに湧きでた。ある日、済州島の東海岸に木箱が漂着した。木箱には、日本国王の娘、牛、馬、五穀の種が入っていた。3兄弟は、日本国王の娘をそれぞれ配偶者とし、農業をおこない、家畜を育てて子孫は栄えた。その後、彼らの15世の孫3人が新羅に朝貢し、「星主」「星子」「都内」という称号を授与された。

## 分析
「三姓説話」の構成は、海洋的要素と岩穴神話の特徴をもっており、南方系神話の性格を有している。これは、殆どの朝鮮の始祖説話が北方系の天孫降臨説話であるのとは対照的である。